# 1952 en Belgique
Chronologie de la Belgique
- 1948
- 1949
- 1950
- 1951
- 1952
- 1953
- 1954
- 1955
- 1956

Cette page recense des événements qui se sont produits durant l'année 1952 en Belgique.

## Chronologie
- 9 janvier : le Premier ministre Joseph Pholien présente sa démission au Roi[1].
- 15 janvier : installation du gouvernement Van Houtte (social-chrétien)[1].
- 18 avril : signature du traité instituant la Communauté européenne du charbon et de l'acier (CECA)[2].
- 27 mai : signature du traité instituant une Communauté européenne de défense[2].
- 8 juillet : catastrophe de la Soor lors de laquelle 7 ouvriers décèdent à Baelen, dans la province de Liège.
- 23 juillet : 
  - Naissance de la CECA.
  - Loi organique de l'enseignement normal[3].
- 5 octobre : mise en service de la jonction Nord-Midi, ligne ferroviaire traversant le centre de Bruxelles (Bruxelles-Chapelle, Bruxelles-Central et Bruxelles-Congrès).

- 12 octobre : élections communales[4].

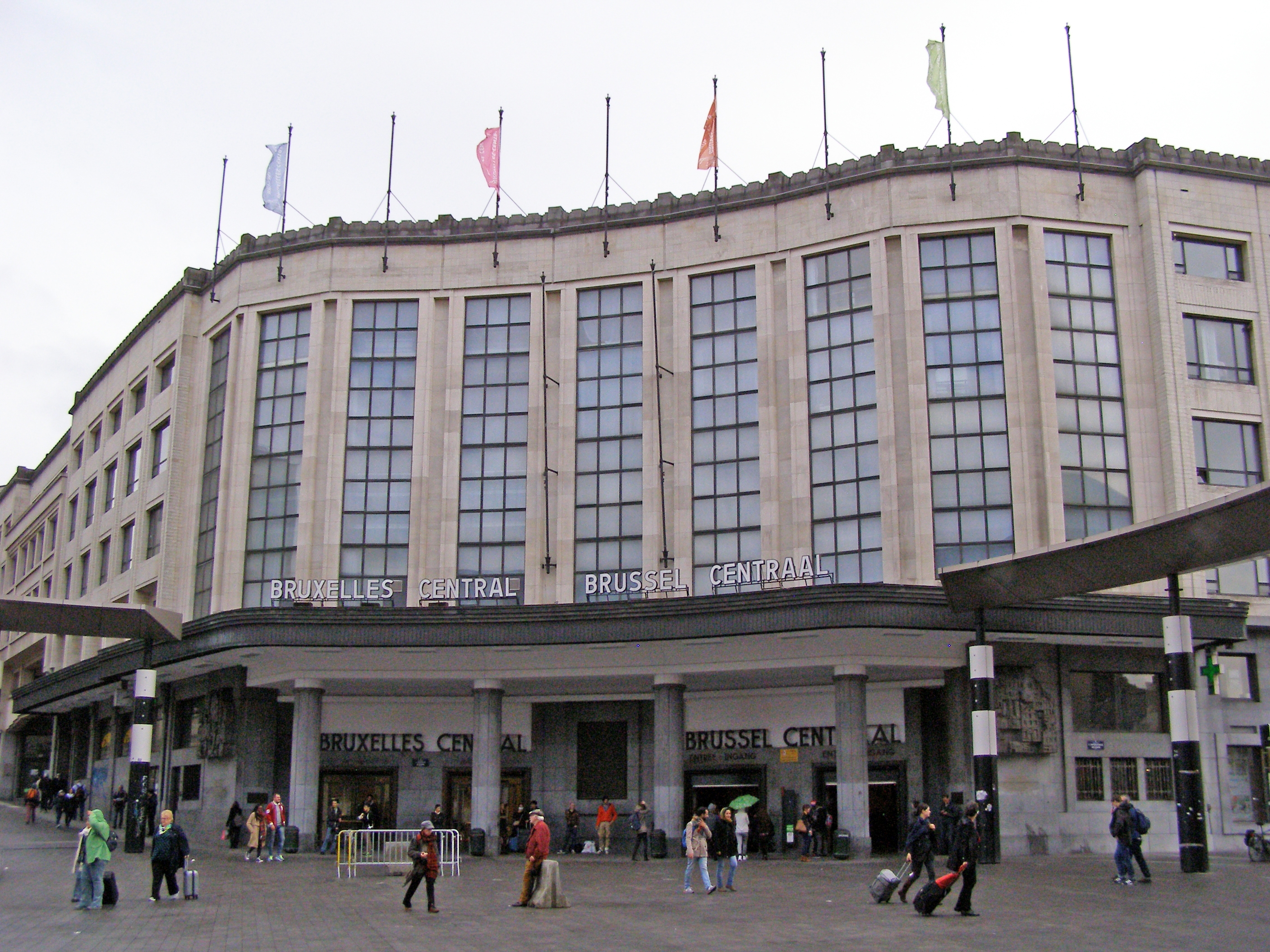
Mise en service de la gare de Bruxelles-Central (Art déco, Victor Horta et Maxime Brunfaut).

- 17 décembre : loi organique de l'enseignement moyen[5].

## Culture

### Bande dessinée
- Les Chapeaux noirs.
- Spirou et les Héritiers.

### Cinéma
- Le Banquet des fraudeurs d'Henri Storck.

### Littérature
- Prix Rossel : Albert Ayguesparse, Notre ombre nous précède.

## Sciences
- Prix Francqui : Florent-Joseph Bureau (géométrie algébrique, ULg)[6].

## Décès
- 4 janvier : Constant Permeke, peintre et sculpteur (° 31 juillet 1886).
- 14 février : Maurice De Waele, coureur cycliste (° 27 décembre 1896).
- 17 février : Alex De Taeye, compositeur (° 23 octobre 1898).
- 23 avril : Minus van Looi (nl), écrivain de langue néerlandaise (° 23 avril 1892).
- 3 mai : Jane Brigode, féministe et militante libérale (° 30 mai 1870).
- 10 mai : Henricus Lamiroy, évêque de Bruges (° 29 août 1883).
- 2 juin : Louis Saeys, footballeur (° 26 novembre 1887).
- 24 juin : Lodewijk Mortelmans, compositeur (° 5 février 1868).
- 17 juillet : Charles Plisnier, écrivain de langue française et académicien (° 13 décembre 1896).
- 18 septembre : Hippolyte Daeye, peintre (° 16 mars 1873).
- 29 septembre : Fernand Demets, homme politique (° 18 mars 1884).
- 1er octobre : John Langenus, arbitre de football (° 8 décembre 1891).